# Polner Zoltán
Polner Zoltán (Szeged, 1933. január 24. – 2017. november 21. (k. n.)) író, költő, újságíró.

## Élete
1943 és 1944 között az Árpád Gimnázium tanulója volt. A Szegedi Tudományegyetem bölcsészkarán szerzett magyar szakos diplomát 1955-ben. Ezután 8 évig tanított különböző falusi iskolákban (Pitvaros, Csanádpalota, Ferencszállás, Kiszombor). Közben 1957-1958 között a Szegedi Nemzeti Színház segédrendezője volt. 1965-től nyugdíjba vonulásáig a Csongrád Megyei Hírlap újságírója, főmunkatársa, majd a Reggeli Délvilág kulturális rovatának szerkesztője.

## Munkássága
Több évtizedes gyűjtőmunkája eredményeként feltérképezte Csongrád megye néprajzát, népi hitvilágát. Gyűjtéseiből eddig[mikor?] 18 könyve jelent meg.

## Magánélete
Felesége 1962-től Katona Judit (1942–2011) költő, tanár. Gyermekei Polner Tamás (1963) és Polner Kinga (1975).

## Művei

### Néprajzi, helytörténeti munkái
- Föld szülte fáját: Szeged környéki ráolvasások és népi imádságok (1978)
- A Teknyőkaparó (1980)
- Ördöngösök (1984)
- Jegykendő a forgószélben (1987)
- Sárember (1989)
- Bábakeresztség (1986)
- Földédesanyám (1997)
- Az ember fia a golgotán (1998)
- Gyékényágy, kőpárna (1999)
- Salutatio Sabbaticorum Ladislao Péter viro doctissimo amico carissimoque septuaginta quinquenni; szerk. Polner Zoltán; Másként (is) Gondolkodók, Szeged, 2000 (Szombatos könyvek)
- Isten zsámolyánál. Népi vallásos költészet; Bába, Szeged, 2000 (Tisza hangja)
- Csillagok tornácán - Táltosok, boszorkányok, hetvenkedők – Tanulmányok Csongrád megye történetéből (2001)
- Második száz beszélgetés. Szegedi interjúk; Bába, Szeged, 2001 (Tisza hangja)
- Kilenc fának termő ága. Népi szövegek Tápéról; JGYF, Szeged, 2002
- Harmadik száz beszélgetés; Bába, Szeged, 2003
- Hangversenyélet Szegeden. 1950-1975; Bába, Szeged, 2005
- Negyedik száz beszélgetés; Bába, Szeged, 2006
- Időtlen szegedi képek; Bába, Szeged, 2007
- Harmatszedés égi mezőkön. Néprajzi tévéfilmek forgatókönyvei; Bába, Szeged, 2008
- Papírrepülők; Bába, Szeged, 2008
- A Szegedi Művészklub évtizedei, 1968-2011; szerk. Polner Zoltán; Bába, Szeged, 2011
- A magyar Faustok. Ördöngösök a szegedi nagytájon; Raszter, Csongrád, 2014
- Szőregi imádságok; Bálint Sándor Szellemi Örökségéért Alapítvány, Szeged, 2016

### Verseskötetei
- Szigorú vallomás (1962)
- A szívetekre bízom (1966)
- Egyetlen hangszer (1971)
- Táncoltató (1977)
- Varázsolások (1981)
- A csönd árnyéka (1988)
- Papírhajók (1998)
- Fekete nárciszok; A Másként (is) Gondolkodók Kiadója, Szeged, 2001 (Szombatos könyvek)
- Noé bárkája. Válogatott versek; Bába, Szeged, 2003
- A Szegedi Művészklub évtizedei, 1968-2011; szerk. Polner Zoltán; Bába, Szeged, 2011.
- Papírsárkányok; Bába, Szeged, 2013

## Díjak, elismerések
- Szeged Város Alkotói Díja (1971)
- Szocialista Kultúráért (1979)
- Pro Homini plakett (1987)
- Juhász Gyula-díj (1989)
- A Szegedért Alapítvány Művészeti Kuratóriumának díja (2003)
- A Lengyel Köztársasági Érdemrend Lovagkeresztje (2016)[3]